# Wapen van Grafhorst

Het wapen van Grafhorst

Het wapen van Grafhorst werd op 24 november 1819 per besluit door de Hoge Raad van Adel bevestigd. Vanaf 1937 is het wapen niet langer als gemeentewapen in gebruik omdat de Overijsselse gemeente Grafhorst opging in de gemeente IJsselmuiden.

## Blazoenering
De blazoenering van het wapen luidt als volgt:
Van lazuur beladen met een omgewenden gouden zalm.
Met "omgewend" wordt bedoeld dat de zalm naar heraldisch links zwemt (van achter het schild bezien). De kleuren in het wapen zijn goud op blauw. Dit zijn de rijkskleuren, vermoedelijk verleend omdat bij de aanvraag geen kleuren waren gespecificeerd.

## Verklaring
Volgens de site Nederlandse Gemeentewapens ligt de oorsprong van het wapen gelegen in het voorkomen op twee zegels uit vermoedelijk de 16e en 17e eeuw. Echter volgens de site Digitale Bibliotheek Overijssel voerde Grafhorst de zalm in het wapen sinds zij in 1333 stadsrechten kreeg van de Bisschop van Utrecht. De zalmvisserij was toen een bron van bestaan voor inwoners van Grafhorst.
Ambt Almelo
· Ambt Delden
· Ambt Hardenberg
· Ambt Ommen
· Ambt Vollenhove
· Avereest
· Bathmen
· Blankenham
· Blokzijl
· Brederwiede
· Den Ham
· Denekamp
· Diepenheim
· Diepenveen
· Genemuiden
· Giethoorn
· Goor
· Grafhorst
· Gramsbergen
· Hasselt
· Heino
· Holten
· IJsselham
· IJsselmuiden
· Kamperveen
· Kuinre
· Lonneker
· Markelo
· Nieuwleusen
· Noordoostpolder
· Oldemarkt
· Olst
· Ootmarsum
· Rijssen
· Stad Almelo
· Stad Delden
· Stad Hardenberg
· Stad Ommen
· Stad Vollenhove
· Steenwijk
· Steenwijkerwold
· Urk
· Vollenhove
· Vriezenveen
· Wanneperveen
· Weerselo
· Wijhe
· Wilsum
· Zalk en Veecaten
· Zwartsluis
· Zwollerkerspel